# طائر نوء ليتش

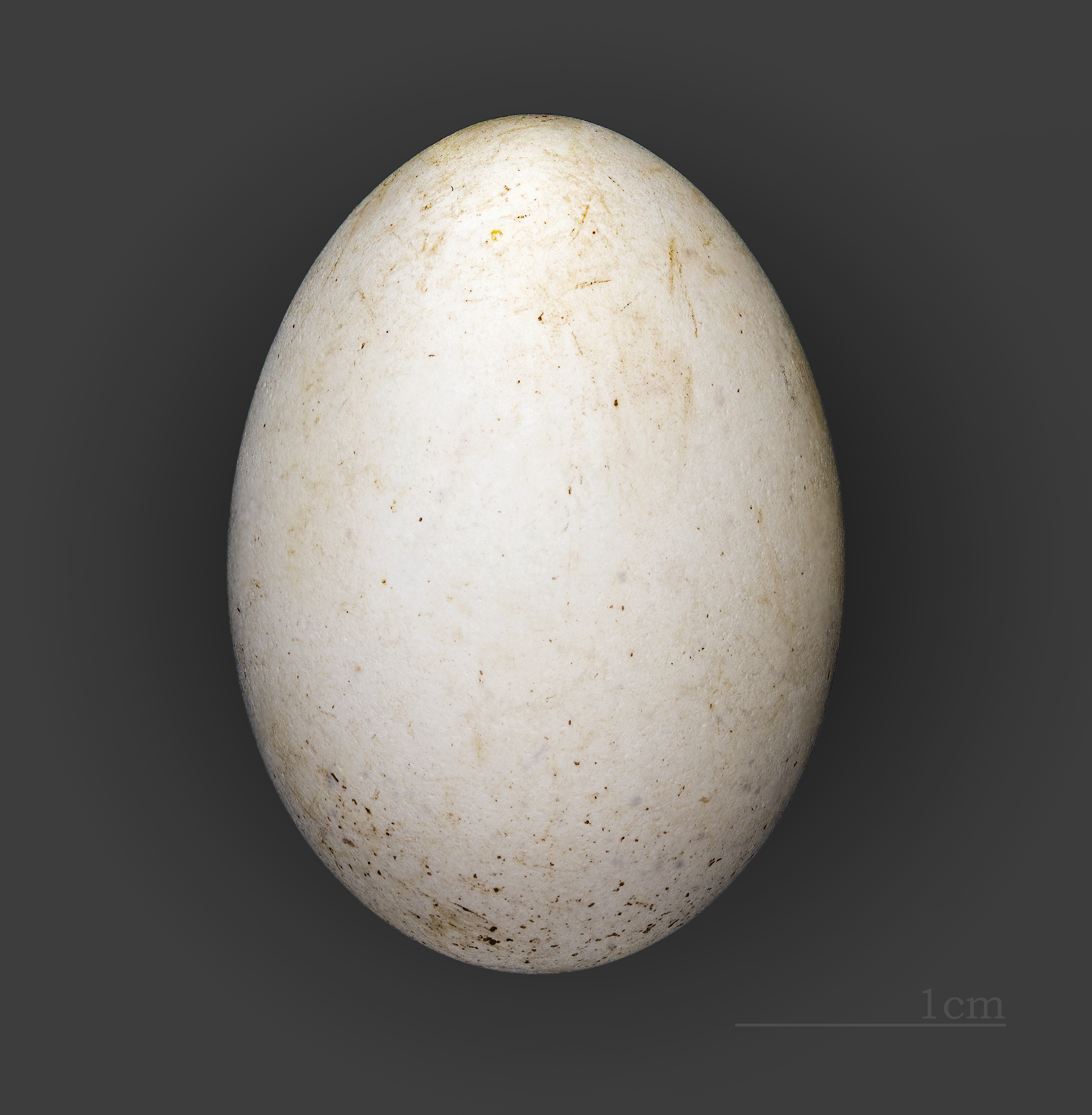
البيضة.

طائر نوء ليتش (الاسم العلمي:   Oceanodroma  leucorhoa) (بالإنجليزية: Leach's  Storm  Petrel) هو طائر ينتمي إلى طيور النوء (فصيلة: Hydrobatidae).